# Addio, lady
Addio, lady (Good-bye, My Lady) è un film del 1956 diretto da William A. Wellman.

## Trama
Il film racconta le vicende di un vecchio, un ragazzo e un cane. Da sfondo il Mississippi.